# The World Before the Flood
The World Before the Flood (en español: El mundo antes del diluvio) es un óleo sobre lienzo del artista inglés William Etty, expuesto por primera vez en 1828 y a 2022 en la Galería de Arte de la ciudad de Southampton. Representa una escena de El paraíso perdido de John Milton en la que, entre una serie de visiones del futuro mostradas a Adán, ve el mundo inmediatamente antes de la gran inundación. La pintura ilustra las etapas del cortejo descritas por Milton: un grupo de hombres elige esposa entre un grupo de bailarinas, arrastra a la mujer elegida del grupo y se instala en la vida matrimonial. Detrás del grupo de cortejo se avecina una tormenta que presagia la destrucción que los bailarines y amantes están a punto de acarrearse.
Cuando se exhibió por primera vez en la exposición estival de la Royal Academy de 1828, la pintura atrajo a grandes multitudes y una opinión crítica fuertemente dividida. Muchos críticos la elogiaron y la consideraron una de las mejores obras de arte del país, mientras que otros la condenaron por burda, insípida, ofensiva y mal ejecutada.
La pintura fue comprada en la exposición de verano por el marqués de Stafford. Se vendió en 1908, mucho después de que Etty hubiera pasado de moda, con pérdidas considerables, y se volvió a vender en 1937, con nuevas pérdidas sustanciales, a la Southampton City Art Gallery, donde permanece. Otro trabajo de Etty, vendido como A Bacchanalian Scene (una escena bacanal) en 1830 y luego renombrado como Landscape with Figures, se identificó en 1953 como un boceto al óleo para The World Before the Flood y comprado por la Galería de Arte de York. Las dos pinturas se exhibieron juntas como parte de una importante retrospectiva del trabajo de Etty en 2011-2012.

## Contexto
William Etty nació en 1787, hijo de un panadero y molinero de York. El 8 de octubre de 1798, a la edad de 11 años, fue aprendiz de impresor de Robert Peck de Hull, editor del periódico local The Hull Packet. A los 18 años, tras completar su aprendizaje, se mudó a Londres con la intención de convertirse en pintor de historia en la tradición de los antiguos maestros. Fuertemente influenciado por las obras de Tiziano y Rubens, presentó pinturas a la Real Academia de Artes y la British Institution, que fueron rechazadas o recibieron poca atención cuando se exhibió.
En 1821 la Royal Academy aceptó y exhibió una de sus obras, The Arrival of Cleopatra in Cilicia (también conocida como The Triumph of Cleopatra).El cuadro fue muy bien recibido, y muchos de los compañeros artistas de Etty lo admiraron enormemente. En 1828 fue elegido miembro de pleno derecho de la Real Academia, en aquella época el honor más prestigioso al que podía aspirar un artista, en ese momento el honor más prestigioso disponible para un artista. Llegó a ser muy respetado por su habilidad para captar con precisión los tonos de la carnalidad y por su fascinación con los contrastes en los tonos de la piel. En la década después de la exposición de Cleopatra Etty intentó replicar su éxito pintando figuras de desnudos en entornos bíblicos, literarios y mitológicos.
Aunque se conservaban algunos desnudos de artistas extranjeros en colecciones privadas inglesas, el país no tenía tradición de representar figuras sin vestir y la exhibición y distribución de dicho material al público estaba suprimida desde la Proclamación para el Desaliento del Vicio de 1787. Etty fue el primer artista británico en especializarse en pinturas de desnudos, y la reacción del público inculto ante estas pinturas causó preocupación durante el siglo XIX. Muchos críticos condenaron sus repetidas representaciones de la desnudez femenina como indecentes, aunque sus retratos de los hombres en un estado similar de desnudez fueron generalmente bien recibidos.

## Sujeto
The World Before the Flood ilustra las líneas 580-597 del Libro XI del Paraíso Perdido de John Milton. Entre las visiones del futuro que el Arcángel Miguel muestra a Adán está el mundo después de la expulsión del Jardín del Edén, pero antes del gran diluvio. «Esta sección del Paraíso Perdido refleja un pasaje del sexto capítulo del Libro del Génesis: "Que los hijos de Dios vieron que las hijas de los hombres eran bellas, y les tomaron por esposas a todas las que quisieron", un acto que poco después haría que Dios se arrepintiera de haber creado a la humanidad y limpiara la Tierra en el Diluvio Universal.
La pintura muestra las etapas del cortejo descrito por Milton, ya que los hombres son seducidos por las mujeres y pasan de disfrutar de la compañía de otros hombres a la vida matrimonial. Etty trabajó en varias configuraciones para los personajes del cuadro antes de decidirse por su diseño final.

## Composición
The World Before the Flood está fuertemente influenciado por A Bacchanalian Revel Before a Term of Pan (1632-1633) de Nicolas Poussin, a quien Etty admiraba mucho y de cuyas obras había hecho varias copias. Esta obra de Poussin había sido comprada por la Galería Nacional en 1826. Adan y Miguel no son visibles en el lienzo. En cambio, el espectador ve la escena desde el punto de vista de Adán.

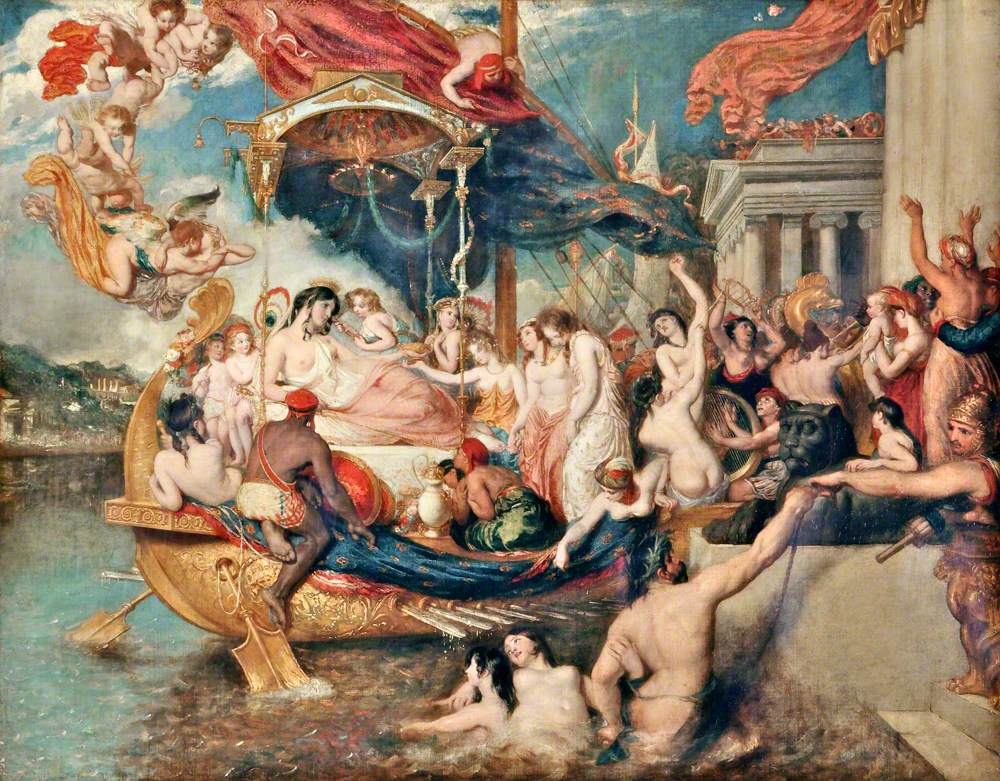
Etty reutilizó la figura del soldado negro sentado de su The Triumph of Cleopatra (1821).

La pintura de Etty es una escena bacanal, centrada en un grupo de seis mujeres escasamente vestidas bailando, mientras que un grupo de hombres mira. Las mejillas de las mujeres están sonrojadas tanto por el esfuerzo de su baile como por sus lujuriosos intentos de seducir a los hombres que observan. Los hombres «dejan que sus ojos se vayan sin control», cada uno eligiendo a la mujer con la que quiere estar.
A la izquierda, cinco hombres miran a las seis bailarinas. Tres de los hombres discuten su elección de mujeres, mientras los otros dos observan solos al grupo de baile. La figura masculina más cercana al espectador, un hombre negro sentado, había aparecido previamente como soldado en The Triumph of Cleopatra. Un sexto hombre ha hecho su elección, y se lanza hacia delante para agarrar los brazos de una bailarina de pechos desnudos.
En el centro, las mujeres bailan. Sus brazos y manos entrelazados crean un patrón en el centro del lienzo, que actúa como el foco de la pintura. A la derecha del grupo central de bailarines, un joven arrastra a otra mujer lejos del grupo de bailarines, para unirse a un par de amantes que se acuestan juntos a la derecha de la pintura.
En todo el ancho del fondo, un cielo oscuro y las nubes de tormenta que se aproximan presagian la destrucción que los bailarines están a punto de traer sobre sí mismos.
En un estudio preliminar para The World Before the Flood, que ahora se encuentra en la Galería de Arte de York, la estructura general es similar a la de la obra terminada, pero la atención se focaliza más fuertemente en el grupo central de mujeres.En el boceto al óleo de Etty y en los dibujos preliminares, la que está más a la derecha de las figuras que danzan, vestida con una falda verde, mira hacia fuera con los brazos a la espalda, formando un círculo cerrado junto con el grupo central de bailarinas. En la obra terminada, gesticula hacia fuera del círculo, creando un claro flujo narrativo entre las posiciones de las figuras: desde los hombres solteros de la izquierda, al hombre que elige esposa, al grupo de mujeres que bailan, a la pareja que abandona el círculo de bailarines para unirse a los amantes reclinados en el extremo derecho.
Como en la mayoría de sus obras, Etty no tituló el cuadro. Inicialmente se expuso como A Composition taken from the Eleventh Book of Milton's Paradise Lost [Una composición, tomada del undécimo libro del Paraíso Perdido de Milton], y el propio Etty se refirió a ella como The Bevy of Fair Women [El grupo de bellas mujeres] y The Origin of Marriage [El origen del matrimonio]. Para 1862, cuando se mostró en la exposición internacional, había adquirido su título actual.

## Recepción

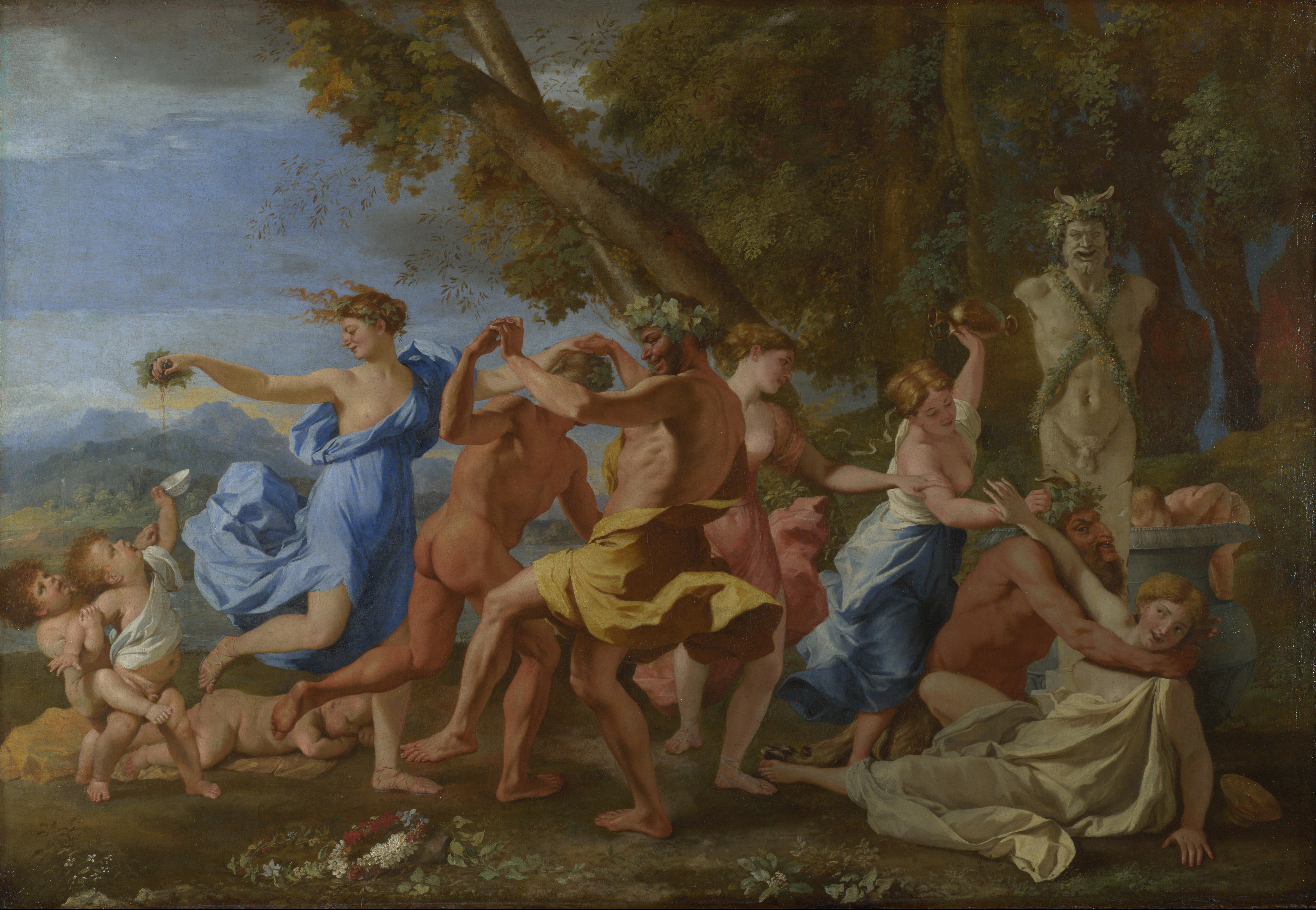
A Bacchanalian Revel Before a Term of Pan, Nicolas Poussin, 1632–1633. Etty era una gran admiradora de Poussin, y The World Before the Flood está fuertemente influenciado por su obra.

La opinión crítica sobre The World Before the Flood se dividió cuando la pintura, junto con otras dos obras de Etty, se exhibió en la Exposición de verano de la Royal Academy de 1828. Algunos críticos se mostraron muy severos con la obra. Un escritor de la Literary Gazette calificó el cuadro de «pecado mortal contra el buen gusto», describiendo el fondo como «innecesariamente duro y crudo» con «mucho que reprochar y lamentar» y las figuras danzantes como «escandalosas», quejándose de que las mujeres no le recordaban al Paraíso Perdido, sino a las brujas escasamente vestidas del Tam o' Shanter de Robert Burns.
Un crítico anónimo de la revista Monthly menospreció las «torceduras y retorceduras» de los sujetos de la pintura, y los describió como «tan cerca de los límites imperdonables como cualquier cosa que últimamente haya llamado la atención del público». Este mismo escritor desaprobó los tonos de piel oscura de algunas de las figuras, argumentando que «el rostro marrón de la gitana da una imagen deslucida de las rosas y lirios que, desde tiempos inmemoriales, han hecho el encanto de la belleza británica». El corresponsal de The London Magazine consideró que, aunque la pintura era «en muchos aspectos digna de admiración... [hay] un espíritu, una audacia y un efecto sorprendente», la obra fue mal ejecutada en general. Su representación de las mujeres suscitó una ira particular: «La expresión de los rostros es insípida; los rasgos, más bien simples; las extremidades, aunque no están mal dibujadas, no tienen ese acabado y juego de los músculos, que son los únicos que dan ligereza y elasticidad. Parecen levantadas con dificultad y a punto de caer».La crítica tachó a Etty de artista que había «avanzado la mitad de su camino hacia la excelencia clásica; y allí, cuando debería haber procedido con mayor ardor y más cuidadosa exactitud por tener a la vista su objetivo, se ha detenido en seco». El colega artista de Etty, John Constable, describió en privado la obra como «una fiesta de sátiros y vagabundas, como de costumbre».
Otros críticos ofrecieron una impresión más positiva de la pieza. The Examiner celebró que Etty «se haya superado a sí mismo y a la mayoría de sus contemporáneos». Un crítico de The Mirror of Literature, Amusement, and Instruction dijo: «Pocas imágenes han atraído o merecido más atención que esta magistral producción», describiendo las figuras como «graciosas y elegantes».
The Athenaeum consideró que «sin duda es el cuadro más atractivo de toda la exposición», señalando que su reseña se retrasó porque en la semana inaugural de la exposición «la multitud que se agolpaba continuamente frente a él hacía imposible obtener una visión que nos permitiera hacerle justicia». El New Monthly Magazine de Colburn lo consideró «otro ejemplo de los rápidos avances que este artista en ascenso está haciendo hacia la perfección». El elogio más efusivo lo ofreció en forma poética John Taylor, quien en septiembre de 1828 imaginó que si Milton y Nicolás Poussin estuviesen vivos para ver la pintura, Milton la vería con «orgulloso deleite», mientras que Poussin sufriría una «espina envidiosa» al darse cuenta de que las habilidades de Etty habían superado las suyas.

## Historia posterior
El marqués de Stafford compró The World Before the Flood en su exposición de 1828 por 500 guineas (unas 46 000 libras esterlinas en valores de 2022), para añadirlo a su colección de desnudos de Tiziano. Etty estaba encantado con su éxito en la exposición, en la que los tres cuadros que había expuesto se lograron vender a prestigiosos compradores.

I know you will rejoice with us all, when I tell you that the principal part of the cargo of the ship «William Etty»(of whose arrival you had been advised), now landed at the Royal Academy Wharf, has been consigned to the Right Honourable the Marquis of Stafford, for five hundred guineas: the rest of the cargo being already owned by Lord Normanton and Digby Murray, Esq. ... After clearing out, we shall again put to sea and hope for equally favouring gales next voyage.

Sé que te alegrarás con todos nosotros cuando te diga que la mayor parte de la carga del barco "William Etty" (de cuya llegada se te había avisado), desembarcada ahora en el muelle de la Real Academia, .ha sido consignada al Muy Honorable Marqués de Stafford, por quinientas guineas: el resto de la carga ya es propiedad de Lord Normanton y Digby Murray, Esq. ... Después de la liquidación, nos haremos de nuevo a la mar y esperamos vientos igualmente favorables en el próximo viaje.
Carta de William Etty a su primo Thomas Bodley sobre la venta de The World Before the Flood.

Desde 1832 en adelante, fastidiado por los repetidos ataques de la prensa sobre su supuesta indecencia y falta de gusto, Etty a menudo hizo un esfuerzo consciente por proyectar una dimensión moral en su trabajo, aunque siguió siendo un destacado pintor de desnudos. Murió en 1849, trabajando y exponiendo hasta su muerte a pesar de que muchos le consideraban siempre un pintor pornográfico. Charles Robert Leslie observó poco después de la muerte de Etty: «...[Etty] mismo, sin pensar, ni tener malas intenciones, no era consciente de la manera en que sus obras eran consideradas por mentes más burdas». El interés por su obra decayó a medida que nuevos movimientos empezaron a caracterizar la pintura en Gran Bretaña, y a finales del siglo XIX el coste de todos sus cuadros había caído por debajo de sus precios originales.
The World Before the Flood se vendió a F. E. Sidney en 1908 por 230 guineas (alrededor de £ 26 000 en valores de 2022), y se vendió a la Southampton City Art Gallery en 1937 por 195 guineas (alrededor de £ 13 000 en términos de 2022), donde a partir de 2016 se mantiene. Después de su exposición inicial en 1828, la pintura se mostró en varias exposiciones importantes a lo largo del siglo XIX. El boceto preliminar al óleo de Etty entró en la colección del antiguo mentor de Etty, Sir Thomas Lawrence. Tras la muerte de Lawrence en 1830, se vendió como A Bacchanalian Scene [Escena bacanal] por 27 guineas (unas 2600 libras en términos de 2022), y en 1908 como Landscape with Figures [Paisaje con figuras] en 1908. En 1953 se identificó como un estudio para The World Before the Flood, y lo adquirió la York Art Gallery, donde permanece desde 2016. Ambas versiones de la pintura se mostraron juntas como parte de una gran retrospectiva del trabajo de Etty en dicha galería entre 2011 y 2012.